# ズータクサ
ズータクサ（Zootaxa）は、動物分類学の学術誌。オープン・ジャーナル・システムにより査読、編集され、ニュージーランドのマグノリア・プレスから発刊・オンライン公開される。
2012年の時点で、新種26373種が誌上で発表されている。